# 尚旺城堡

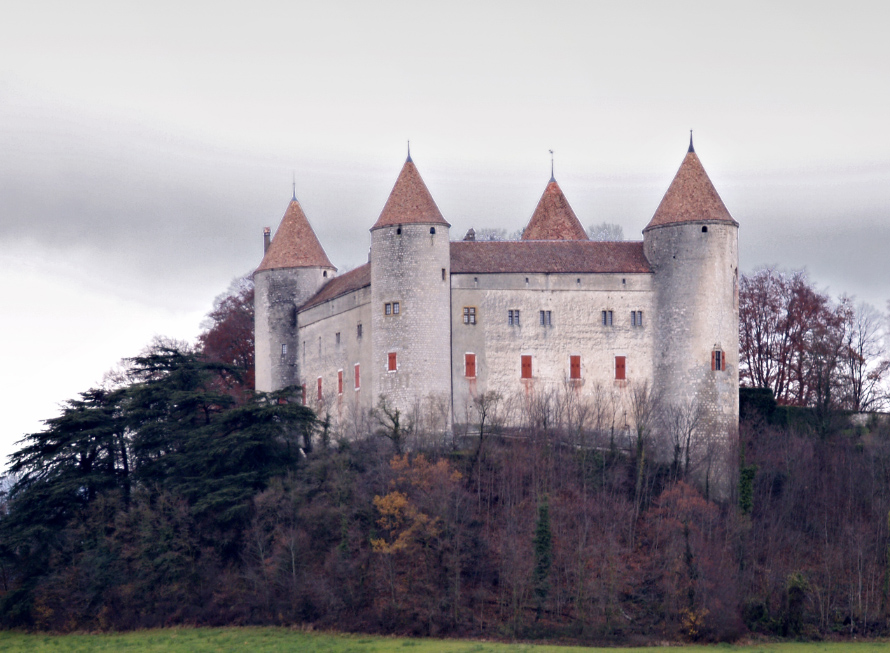
尚旺城堡

尚旺城堡（法語：Château de Champvent）是瑞士西部法语区的一座中世纪城堡，位于沃州的尚旺镇。城堡始建于13世纪，此后历经毁建。现仍为私人住宅。已列入瑞士国家重要文化财产名录。